# Józef Lipień

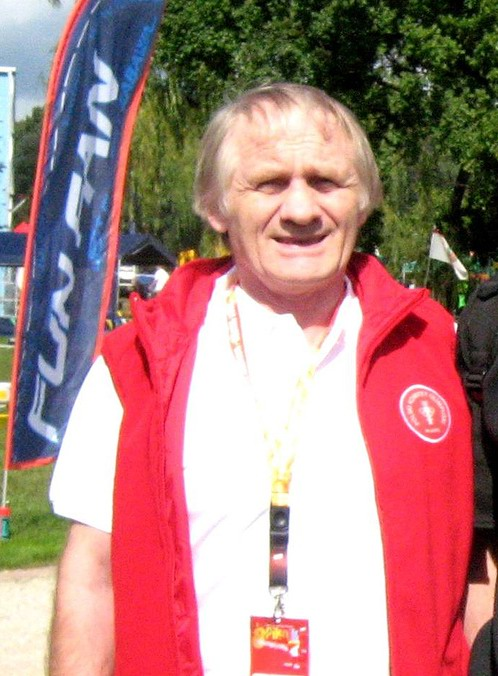
Józef Lipień

Józef Lipień (* 6. Februar 1949 in Jaczków, Woiwodschaft Niederschlesien) ist ein ehemaliger polnischer Ringer. Er wurde 1973 in Teheran Weltmeister und gewann bei den Olympischen Spielen 1980 in Moskau eine Silbermedaille jeweils im griechisch-römischen Stil im Bantamgewicht.

## Werdegang
Józef Lipień begann im Jahre 1963 gemeinsam mit seinem Zwillingsbruder Kazimierz Lipień beim Sportclub MKS Jelena Gora mit dem Ringen. Sein erster Trainer war dort Janusz Jasczuk. Er konzentrierte sich dabei ganz auf den griechisch-römischen Stil. Nach ersten Erfolgen im Juniorenbereich und auf Grund ihres offensichtlichen Talentes wurden beide Brüder 1967 zum polnischen Spitzenclub Wisloki Dębica delegiert, wo ein Ringerzentrum bestand. Dort wurden Tadeusz Popiolek und Czeslaw Korzen ihre Trainer. Später, in der polnischen Ringernationalmannschaft, in die beide Ringer 1968 aufgenommen wurden, kam noch Janusz Tracewski als Trainer hinzu. In Debica konnten sich Józef und Kazimierz Lipień voll auf das Ringen konzentrieren.
Bereits im Jahre 1968 wurde Józef Lipień erstmals bei einer internationalen Meisterschaft, der Europameisterschaft in Västerås eingesetzt. Mit 19 Jahren musste er dort aber noch gehörig Lehrgeld bezahlen, denn er verlor gegen den deutschen Ex-Weltmeister Fritz Stange aus Untertürkheim und gegen den Finnen Risto Björlin und erreichte nur den 14. Platz. Trotzdem wurde er auch zu den Olympischen Spielen dieses Jahres nach Mexiko-Stadt entsandt, schied aber auch dort nach Niederlagen gegen Risto Björlin und Kaya Öztürk aus der Türkei früh aus und erreichte nur den 17. Platz.
1969 wurde Józef Lipień erstmals polnischer Meister im Bantamgewicht. Er wurde in diesem Jahr aber bei keinen internationalen Meisterschaften eingesetzt. Ab 1970 war er aber wieder dabei, konnte aber weder bei der Europameisterschaft dieses Jahres in Berlin (Ost), noch bei der Weltmeisterschaft in Edmonton einen Spitzenplatz erzielen. Auch bei der Weltmeisterschaft 1971 in Sofia erreichte er nur den 17. Platz. Leichte Fortschritte waren 1972 zu ersehen. Er kam bei der Europameisterschaft in Kattowitz im Bantamgewicht auf den 8. Platz und besiegte dabei erstmals seinen Angstgegner Risto Björlin. Auch bei den Olympischen Spielen in München kam er auf den 8. Platz, wobei er nach zwei siegreichen Kämpfen von Christo Traikow aus Bulgarien und Rustem Kasakow aus der Sowjetunion geschlagen wurde.
Der große Durchbruch in die Weltspitze gelang Józef Lipień dann im Jahre 1973. Bei der Europameisterschaft dieses Jahres in Helsinki gewann er zwei Kämpfe, ehe er gegen Pertti Ukkola aus Finnland und Ivan Frgić aus Jugoslawien unterlag und auf den 6. Platz kam. Bei der Weltmeisterschaft 1973 in Teheran besiegte er dann unter anderem Christo Traikow und Rustem Kasakow und rang gegen Ivan Frgić unentschieden und obwohl er eine Vorrundenniederlage gegen den Schweden Per Lindholm zu verzeichnen hatte, wurde er in Teheran Weltmeister im Bantamgewicht, weil Lindholm die Endrunde nicht erreichte.
Bei der Weltmeisterschaft 1974 in Kattowitz wäre ihm beinahe die Titelverteidigung gelungen. Er blieb dort in sechs Kämpfen ungeschlagen, besiegte u. a. Per Lindholm, den starken Stefan Krasimir aus Bulgarien, den Silbermedaillen-Gewinner von den Olympischen Spielen 1972 Hans-Jürgen Veil aus Schifferstadt und Ivan Frgić und rang in seinem letzten Kampf gegen Farchat Mustafin aus der UdSSR unentschieden. Weltmeister wurde daraufhin Mustafin, weil er aus den Vorkämpfen einen Fehlpunkt weniger hatte als Józef Lipień, der Vize-Weltmeister wurde.
Vize-Weltmeister wurde Józef Lipień auch bei der Weltmeisterschaft 1975 in Minsk. Er gewann dort über Bernd Drechsel aus der DDR, Ivan Frgić, Hans-Jürgen Veil, Per Lindholm u. Pertti Ukkola, ehe er diesmal gegen Farchat Mustafin nach Punkten unterlag.
Kein Medaillengewinn gelang Józef Lipień auch bei der Teilnahme an seinen dritten Olympischen Spielen 1976 in Montreal. Er siegte dort zwar wieder gegen Pertti Ukkola, unterlag aber dem Rumänen Mihai Boțilă und erneut Farchat Mustafin und landete auf dem für ihn enttäuschenden 10. Platz.
1977 pausierte Józef Lipień, startete 1978 aber wieder bei der Europameisterschaft in Oslo, wo er mit fünf Siegen und Niederlagen gegen Mihai Boțilă und Wladimir Pogudin aus der Sowjetunion eine Bronzemedaille im Bantamgewicht gewann. Kein Medaillengewinn gelang ihm dagegen bei der Weltmeisterschaft dieses Jahres in Mexiko-Stadt, obwohl er dort u. a. gegen Mihai Boțilă und den Bulgaren Assen Milew gewann, weil er gegen Ivan Frgić und Schamil Serikow aus der UdSSR unterlag. Er landete in Mexiko-Stadt auf dem 6. Platz.
1979 nahm Józef Lipień an der Sporthochschule Warschau ein Sportstudium mit dem Ziel Ringertrainer auf. 1980 gelang es ihm dann, sich noch einmal für die Teilnahme an den Olympischen Spielen in Moskau zu qualifizieren. Um dort im Bantamgewicht starten zu können, musste er insgesamt 11,5 kg abtrainieren. Eine Rosskur, die er aber erfolgreich überstand, denn in Moskau war er in hervorragender Form, besiegte u. a. Josef Krysta aus der CSSR und Benni Ljungbeck aus Schweden und erreichte den Endkampf gegen Schamil Serikow, in dem er zwar knapp nach Punkten unterlag, aber mit der Silbermedaille doch noch eine olympische Medaille gewann.
Nach dem erfolgreichen Abschluss an der AWF Warszawa arbeitete Józef Lipień mehrere Jahre lang als Ringertrainer in Dänemark (Fredrikshavn) und in Schweden (Hörby) und nach seiner Rückkehr nach Polen bei Wisloki Debica.

## Internationale Erfolge
(OS = Olympische Spiele, WM = Weltmeisterschaft, EM = Europameisterschaft, GR = griechisch-römischer Stil, Ba = Bantamgewicht, Fe = Federgewicht, damals bis 57 kg bzw. 62 kg Körpergewicht)
- 1968, 1. Platz, "Wladyslaus-Pytlasinksi"-Turnier in Warschau, GR, Ba, vor Svensson, Schweden u. Bernard Knitter, Polen;

- 1968, 14. Platz, EM in Västerås, GR, Ba, nach Niederlagen gegen Fritz Stange, BRD u. Risto Björlin, Finnland;

- 1968, 17. Platz, OS in Mexiko-Stadt, GR, Ba, mit einem Unentschieden gegen An Chung-yung, Südkorea u. Niederlagen gegen Risto Björlin u. Kaya Öztürk, Türkei;

- 1969, 2. Platz, "Wladyslaus-Pytlasinksi"-Turnier in Warschau, GR, Ba, hinter Nelson Dawidjan, UdSSR u. vor Grzyb, Polen;

- 1970, 9. Platz, EM in Berlin (Ost), GR, Ba, mit einem Sieg über Ernst Hack, Österreich u. Niederlagen gegen Jan Neckar, CSSR u. Jürgen Penquitt, DDR;

- 1970, 15. Platz, WM in Edmonton, GR, Ba, mit einem Unentschieden gegen Lars-Erik Skiöld, Schweden u. Niederlagen gegen Christo Traikow, Bulgarien u. An Chung-yung;

- 1971, 2. Platz, "Nikola-Petrow"-Turnier in Warna, GR, Fe, hinter Georgi Markow, Bulgarien u. vor Nerubejew, UdSSR;

- 1971, 17. Platz, WM in Sofia, GR, Ba, nach Niederlagen gegen Othon Moschidis, Griechenland u. Muhsin Altin, Türkei;

- 1972, 2. Platz, Vorolympisches Turnier in München, GR, Fe, hinter Kazimierz Lipień, Polen u. vor Helmut Westphal, BRD;

- 1972, 8. Platz, EM in Kattowitz, GR, Ba, mit Siegen über Agim Deva, Albanien u. Risto Björlin u. Niederlagen gegen Christo Traykow u. Juri Sokolow, UdSSR;

- 1972, 8. Platz, OS in München, GR, Ba, mit Siegen über Francesco Scuderi, Italien u. Tschimedbadsaryn Damdinscharaw, Mongolei u. Niederlagen gegen Christo Traykow u. Rustem Kasakow, UdSSR;

- 1973, 3. Platz, "Klippan"-Turnier, GR, Fe, hinter Rustem Kasakow u. Ion Păun, Rumänien;

- 1973, 1. Platz, Großer Preis der BRD in Moosburg an der Isar, GR, Ba, vor Binew, Bulgarien u. Hans-Jürgen Veil, BRD;

- 1973, 6. Platz, EM in Helsinki, GR, Ba, mit Siegen über Noricim Spahiu, Albanien u. Per Lindholm, Schweden u. Niederlagen gegen Pertti Ukkola, Finnland u. Ivan Frgić, Jugoslawien;

- 1973, 1. Platz, WM in Teheran, GR, Ba, mit Siegen über Ratko Rapaic, Kanada, Christo Traykow, Hosain Toranion, Iran u. Rustem Kazakow, einem Unentschieden gegen Ivan Frgić u. trotz einer Niederlage gegen Per Lindholm;

- 1974, 2. Platz, WM in Kattowitz, GR, Ba, mit Siegen über Per Lindholm, Hideki Nanao, Japan, Stefan Krasimir, Bulgarien, Hans-Jürgen Veil u. Ivan Frgić u. einem Unentschieden gegen Farchat Mustafin, UdSSR;

- 1975, 2. Platz, WM in Minsk, GR, Ba, mit Siegen über Bernd Drechsel, DDR, Ivan Frgić, Hans-Jürgen Veil, Per Lindholm u. Pertti Ukkola u. einer Niederlage gegen Farchat Mustafin;

- 1976, 10. Platz, OS in Montreal, GR, Ba, mit Siegen über Yoshima Suga, Japan u. Pertti Ukkola u. Niederlagen gegen Mihai Boțilă, Rumänien u. Farchat Mustafin;

- 1978, 3. Platz, EM in Oslo, GR, Ba, mit Siegen über Parichnides, Griechenland, Herbert Nigsch, Österreich, Assen Milew, Bulgarien, József Doncsecz, Ungarn u. Josef Krysta, CSSR u. Niederlagen gegen Mihai Boțilă u. Wladimir Pogudin, UdSSR;

- 1978, 6. Platz, WM in Mexiko-Stadt, GR, Ba, mit Siegen über Assen Milew, Mihai Boțilă u. Mohammad Torawi, Iran u. Niederlagen gegen Ivan Frgić u. Schamil Serikow, UdSSR;

- 1980, Silbermedaille, OS in Moskau, GR, Ba, mit Siegen über Josef Krysta, Georgi Donew, Bulgarien, Gyula Molnar, Ungarn u. Benni Ljungbeck, Schweden, einer Doppelniederlage gegen Mihai Boțilă (beide Ringer wurden wegen Passivität disqualifiziert) und einer Niederlage gegen Schamil Serikow

## Polnische Meisterschaften
Józef Lipień wurde 1969 und 1970 polnischer Meister im Bantamgewicht und 1974, 1975, 1978, 1979 und 1981 im Federgewicht, jeweils im griechisch-römischen Stil.